# لويس دانك
لويس دانك (بالإنجليزية: Lewis Dunk)‏ (21 نوفمبر 1991 ببرايتون في المملكة المتحدة - ) هو لاعب كرة قدم بريطاني في مركز الدفاع. لعب مع برايتون أند هوف ألبيون ونادي بريستول سيتي.

## وصلات خارجية
- لويس دانك على موقع الاتحاد الأوربي (الإنجليزية)
- لويس دانك على موقع إي إس بي إن إف سي (الإنجليزية)
- لويس دانك على موقع قاعدة بيانات كرة القدم.إي يو (الإنجليزية)
- لويس دانك على موقع ناشيونال فوتبول تيمز (الإنجليزية)
- لويس دانك على موقع Soccerbase.com (لاعب) (الإنجليزية)
- لويس دانك على موقع Soccerway.com (الإنجليزية)
- لويس دانك على موقع عالم كرة القدم.نت (الإنجليزية)